# Municipio Benítez
Benítez es uno de los 15 municipios del Estado Sucre, Venezuela. Está ubicado al sureste de ese Estado, es el municipio más extenso de Sucre, tiene una superficie de 2733 km² y una población de 40 170 habitantes (censo 2011). Su capital es El Pilar.
Las principales actividades económicas son la producción de cacao que data desde la época de la colonia y la pesca fluvial.

## Historia
El municipio fue creado el 6 de febrero de 1877 y lleva su nombre en homenaje al Prócer de la Independencia Coronel Ramón Benítez, quien se destacó en la organización de la lucha en Paria. 
Su capital, El Pilar, fue fundado el 1 de mayo de 1662, siendo el segundo pueblo fundado por los capuchinos aragoneses después de Santamaría de Los Ángeles del Guácharo.
En 1909 se reorganiza la división político territorial de Venezuela y al estado Sucre se le da la composición político-territorial integrada por nueve distritos, entre los cuales está el Distrito Benítez, capital El Pilar. El ahora municipio Benítez abarcaba una superficie de 2.733 km², hasta los límites con el actual municipio Libertador, representa la sexta parte del territorio del estado Sucre.

## Geografía
El municipio se encuentra en la parte sureste del estado frente a las costas del Golfo de Paria en el mar Venezolano.
La región es predominantemente una planicie dominada por una selva tropical en la que se presentan numerosos caños y ríos, hay zonas de bosques de manglares. El río San Juan es el principal curso de agua del municipio, también se encuentra el Caño de Ajíes y lago de asfalto de Guanoco. Entre las áreas protegidas se encuentran la Reserva Forestal de Guarapiche, declarada en 1961, y el Parque nacional Turuépano.
Benítez es el municipio más extenso del estado Sucre. Su principal característica es su exuberante naturaleza tropical, compuesta por selvas, ríos, caños y azufrales. Ofrece numerosos atractivos para el turismo de aventura, como sus inmensos humedales, el lago de asfalto de Guanoco, el gran río San Juan, los bosques de mangle, la cría de búfalos, las selvas vírgenes y sitios pintorescos como la quebrada Antonio Díaz, cuyo lecho de caliza contiene fósiles de ruditas y gasterópodos, de gran interés para la geología.
También pueden observarse vestigios del antiguo esplendor colonial en las haciendas de cacao que aún se conservan en la región. En el caño Guanoco es posible capturar ejemplares de camarones de río de valor científico, que han sido objeto de estudio por parte de especialistas.
De las antiguas tribus Guaraunas, aún quedan representantes al sur de Guariquén, y parte de su legado cultural se exhibe en la Casa de la Cultura de El Pilar.

### Límites
Limita al norte con los municipios Arismendi y Bermúdez, al este con el municipio Libertador y el Golfo de Paria, al sur con el estado Monagas y al oeste con los municipios Andrés Eloy Blanco y Andrés Mata.

### Organización parroquial
| Parroquia            | Superficie  | Población | Densidad |
| -------------------- | ----------- | --------- | -------- |
| El Pilar             | km² 20,0004 | hab./km²  |          |
| El Rincón            | km²         | hab.      | hab./km² |
| Francisco A. Vásquez | km²         | hab.      | hab./km² |
| Guaraunos            | km²         | hab.      | hab./km² |
| Tunapuicito          | km²         | hab.      | hab./km² |
| Unión                | km²         | hab.      | hab./km² |
| Municipio Benitez    | km²         | hab.      | hab./km² |

## Demografía

### Centros poblados
Las principales poblaciones del municipio son: El Pilar (capital del municipio), El Rincón, Guaraunos, Guariquén, Guanoco, Los Arroyos y Tunapuicito.

### El Pilar, capital del municipio[4]
El Pilar es la capital del Municipio Benítez, fue fundada el 1º de mayo del año 1662, con el nombre de “Nuestra Señora de El Pilar” por el padre fray José de Carabantes, cerca de la zona llamada Los Llanos. Fue destruido por los asediados indígenas Caribe. Luego fue reedificado el año 1675, en el Valle de Chuparipar, muy lejos del primer lugar. Después fue movido al Valle de Chicauntar donde está actualmente. la segunda fundación fue realizada por el padre Felipe de Hijar y la tercera fundación que es la definitiva fue realizada por Fray Ildefonzo de Zaragoza. Fue convertido en pueblo de doctrina en el año 1712 y luego en parroquia. Sus libros parroquiales se conservan en Carúpano en los archivos de Santa Rosa, hay libros que datan del año 1734.   
La capital del municipio Benítez está construida en una meseta rodeada de vegetación selvática. En la iglesia y plaza Bolívar, tiene una altitud de 74 metros sobre el nivel del mar. A 6 km., de distancia está la quebrada Antonio Díaz y pueden observarse restos de sus haciendas de cacao   
El Pilar ha dado buenos artistas populares, entre ellos se cuenta Carmen Ramón Rodríguez, nacido el 16 de julio de 1953, diestro tallista de madera y honrado con el título de Patrimonio Cultural Viviente del Estado Sucre. 
Se destacan otros tallistas de la madera, la artista Cenobia del Carmen Fernández, nacida el 29 de octubre de 1932, e Iraida Fernández, ceramista, nacida el 16 de julio de 1960. Vive al lado de su mamá, la señora Cenobia Fernández, quien le enseñó de niña a jugar con barro.

## Economía
El territorio (la tierra) en que está situado el municipio Benítez es ideal para el cultivo de cacao, café y hortalizas. En Europa ya se conocía el sabor del cacao Venezolano, y particularmente el del Golfo de Paria por lo cual en la época de la colonia española se emprendieron las primeras haciendas de cacao y las exportaciones de cacao y otros productos por el puerto de Carúpano, años más tarde sus terratenientes y mercaderes corsos, italianos y alemanes; entre ellos Cristino Wietstruck Lichtenberg abrieron las rutas de comercio, desarrollaron la agricultura y aumentaron la exportación construyendo obras civiles para facilitar las operaciones aprovechando que el municipio es muy comercial por su natural y estratégica posición que permite la comunicación fluvial al tener salida al mar por el Golfo de Paria y al Delta del Orinoco por el Caño de Ajíes, además está cerca de dos puertos principales, el de Carúpano y Cumaná.

### Turismo
El municipio cuenta con diversos lugares de interés turístico. Entre ellos se encuentran el balneario Sabacual, las aguas termales de El Pilar, Las Chorreras, El parque nacional Turuépano, Lago de asfalto de Guanoco, entre otros. También es muy concurrido el embalse de Sacamanteca o Chuparipar.

## Política y gobierno

### Alcaldes
2001  - 2004

| Período     | Alcalde              | Partido político / Alianza | % de votos | Notas |
| ----------- | -------------------- | -------------------------- | ---------- | --- |
| 1989 - 1992 | Pedro Guilarte Ávila | AD                         | 57,17      | Primer alcalde bajo elecciones directas                                                                                |
| 1992 - 1995 | Ermilo Rojas         | AD                         | 45,41      | Segundo alcalde bajo elecciones directas                                                                               |
| 1995 - 1998 | Ermilo Rojas         | AD                         | -          | Reelecto (se realizaron elecciones generales adelantadas en el 2000 debido a la aprobación de la Constitución de 1999  |
| 1998 - 2001 | Ermilo Rojas         | AD                         | 41,44      | Reelecto |
| 2004 - 2008 | Levit Salas          | PODEMOS                    | 49,34      | Tercer alcalde bajo elecciones directas                                                                                |
| 2008 - 2013 | Evaristo Pino        | PSUV                       | 62,11      | Cuarto alcalde bajo elecciones directas (se postergan 1 año las elecciones municipales pautadas para finales del 2012) |
| 2013 - 2017 | Aurelina de García   | PSUV                       | 49,78      | Quinta alcalde bajo elecciones directas                                                                                |
| 2017 - 2021 | William Rodríguez    | PSUV                       | 93,89      | Sexto alcalde bajo elecciones directas                                                                                 |
| 2021 - 2025 | Ermilo Rojas         | AD                         | 50,53      | Séptimo alcalde bajo elecciones directas. Electo por Acción Democrática, incorporó al PSUV en 2024.                    |

### Concejo municipal
Período 1989 - 1992
| Concejales:              | Partido político / Alianza |
| ------------------------ | -------------------------- |
| Levith Salas             | AD                         |
| Manuel Guevara           | AD                         |
| Ramón Antonio Bravo      | AD                         |
| Cirilo García            | AD                         |
| Amalio Rojas             | AD                         |
| Angel Flores Rojas       | COPEI                      |
| Julia de Lourdes Guevara | COPEI                      |

Período 1992 - 1995
| Concejales:      | Partido político / Alianza |
| ---------------- | -------------------------- |
| Cirilo García    | AD                         |
| Angel Moya       | AD                         |
| Santo Nuñez      | AD                         |
| Maria de Cordero | AD                         |
| Manuel Guevara   | AD                         |
| Cesar Ugas       | COPEI                      |
| Flor de Alayón   | NGD                        |

Período 1995 - 2000
| Concejales:         | Partido político / Alianza |
| ------------------- | -------------------------- |
| Maria de Campos     | AD                         |
| Santo Nuñez         | AD                         |
| Manuel Guevara      | AD                         |
| Cirilo García       | AD                         |
| José Luis Fernández | AD                         |
| Pedro Rojas         | MAS                        |
| Cesar Ugas          | COPEI                      |

Período 2013 - 2018:
| Concejales       | Partido político / Alianza |
| ---------------- | -------------------------- |
| Trinidad Gómez   | PSUV                       |
| Arnoldo Espinoza | PCV                        |
| Alcides Rojas    | PSUV                       |
| Juan Domínguez   | PSUV                       |
| Armando Márquez  | PSUV                       |
| Aquina Rivas     | MUD                        |
| Venancio García  | (Representación Indígena)  |

Período 2018 - 2021
| Concejales     | Partido político / Alianza |
| -------------- | -------------------------- |
| José Guzmán    | PSUV                       |
| Petra Torres   | PSUV                       |
| Leonardo Rojas | PSUV                       |
| Florys Bravo   | PSUV                       |
| Samuel Muller  | PSUV                       |
| Argelia Gil    | PSUV                       |
| Arelis García  | (Representación Indígena)  |

Período 2021 - 2025
| Concejales       | Partido político / Alianza |
| ---------------- | -------------------------- |
| Alexis Velasquez | PSUV                       |
| Ofelia Velasquez | PSUV                       |
| Antonia Mairy    | PSUV                       |
| Luis Moreno      | PSUV                       |
| José Moreno      | AD                         |
| Saul Rodríguez   | AD                         |
| Roman Larez      | (Representación Indígena)  |